# رون بيرلينسكي
رون بيرلينسكي (بالألمانية: Ron Berlinski)‏ هو لاعب كرة قدم ألماني، ولد في 8 أغسطس 1994.

## وصلات خارجية
- رون بيرلينسكي على موقع قاعدة بيانات كرة القدم.إي يو (الإنجليزية)
- رون بيرلينسكي على موقع عالم كرة القدم.نت (الإنجليزية)